# B Jumbo
Ein sogenannter B Jumbo ist ein aus alten vierachsigen Einheitswagen umgebauter, sechsachsiger und teilweise niederfluriger Reisezugwagen, der in der Schweiz erstmals für die BLS Lötschbergbahn gebaut wurde.

## Beschaffungskriterien
Weil die BLS Lötschbergbahn ab Dezember 2004 die Leitung der S-Bahn Bern übernommen hat, brauchte sie für diesen Zeitpunkt zusätzliches Rollmaterial um die BLS-RBDe-565-Züge für den S-Bahn-Verkehr aufzuwerten. Diese Fahrzeuge hatten noch eine Lebensdauer von 15 bis 20 Jahren, deshalb wurden sie mit einem Niederflur-Zwischenwagen ausgestattet, der ebenfalls auf diese Dauer ausgelegt ist.
Die Kriterien waren Kostengünstigkeit, Stauraum, Heizung, Lüftung, ein geschlossenes Toilettensystem und Behindertengerechtigkeit. Durch diese Vorzüge können sich die Züge an das BLS-RABe-525-Komfortniveau annähern.
Durch die Verwendung von nicht mehr benötigten, lärmsanierten Drehgestellen der Einheitswagen I konnten Kosten gespart werden. Der Preis des Prototyp-Wagens hat ca. Fr. 1,2 Millionen betragen.
Damit der Wagen nicht komplett neu gebaut werden muss, wurden an beiden Enden der Zwischenwagen je eine Hälfte eines Einheitswagen I verbaut.

## Prototyp
Der Prototyp mit der Betriebsnummer 50 63 22-33 600-5 wurde 2003 in Betrieb genommen, der Unterschied zu der Serienausführung besteht in der geringfügig anderen Lackierung und der Dachform, die dadurch bedingt ist, dass das Niederflurabteil aus einem tiefer gesetzten Kastenteil eines EW I besteht. Nur das Gelenk mit Jakobs-Drehgestell wurde neu gebaut. Dementsprechend wurden zwei EW I für den Bau benötigt (B 50 63 20-33 891 und 895), für die Serienausführung reicht ein EW I.

## Merkmale
- Energieversorgung über Bordnetzumrichter
- Schwenkschiebetüren von Bode, analog BLS RABe 525
- Heizung über vertikale Seitenkanäle in der Wand mit Luftaustritt auf Sitzhöhe
- Lüftung für minimal 50-fachen Luftwechsel über den Deckenkanal, ab 2007–12 Klimaanlage
- Übergang, Gelenk und Übergangsbrücke analog BLS RABe 525, doppelter Faltenbalg mit Schallisolation
- Beleuchtung mittels zwei Leuchtenbändern an der Decke
- Übergangstüren als Drehtüren für beste Schallisolation
- Bestuhlung analog BLS RABe 525
- geschlossenes WC (Prototyp B 600 erst ab 2012)

## Serienausführung und Einsatz
In den Jahren 2003 und 2004 konnten die restlichen 15 Serienzwischenwagen ausgeliefert werden, die die meisten EW-I-Wagen in den BLS-RBDe-565-Pendelzügen ablösten. Für einen besonders gut frequentierten Umlauf der S3 wurden anfänglich zwei dieser Zwischenwagen in eine Komposition eingeordnet. Im Fahrplan 2007 bestanden alle 5 Kompositionen der S3 Mo–Fr aus RBDe - B-Lego - B-Jumbo - ABt. Weil sich diese Wagen bewährt haben, hat die BLS weitere 10 Wagen (616-625) nachbestellt, die ab Juni 2007 in Betrieb gingen. Diese Wagen sind klimatisiert und wurden im ersten Jahr (2007) für den RE Lötschberg eingesetzt. Als Prototyp erhielt vorgängig der erste Serienwagen (601) dieselbe Klimaanlage aufs Dach gesetzt. Alle übrigen Wagen wurden ab 2009 ebenfalls noch mit einer Klimaanlage nachgerüstet und mit neuen Nummern nach TSI (50 85 22-35 600 bis 630) versehen, als letzter Anfang 2012 der Prototyp 600. Bis Dezember 2011 waren 22 der 31 Wagen für die S2 und S3 in der Formation RBDe - 2 x B-Jumbo - ABt verplant, die verbleibenden Wagen wurden auf der S4, S6 und S51 eingesetzt oder standen in Reserve/Unterhalt. Seit Dezember 2011 fährt die S2 mit sechs Kompositionen zu je zwei B-Jumbo. Die übrigen Wagen werden bis zur Ablieferung der Doppelstockzüge auf S3, S31, S4 und S6 eingesetzt und einige Kompositionen mit einem B-Jumbo fuhren in morgendlichen Zusatzzügen oder dienen als Reserve.
Seit Dezember 2015 werden die Jumbos auf der S2, S4, S51 und S52 der S-Bahn Bern eingesetzt. Hinzu kommen Einsätze auf diversen Regio und RegioExpress Linien der BLS sowie in Zusatzzügen zu Hauptverkehrszeiten im S-Bahn-Netz.

## Variationen
Auch andere Bahngesellschaften haben die Idee dieser Niederflur-Zwischenwagen aufgenommen und solche bestellt. Die fünf Wagen des Regionalverkehr Mittelland (RM) gehören inzwischen durch eine Fusion ebenfalls der BLS, trugen aber bis 2012 noch den roten RM-Anstrich. Einziger Wagen ausserhalb der BLS ist derzeit der B 302 (B 50 35 22-33 302 ex EW I Zwischenwagen 302, neue NVR-Nummer 50 85 22-35 631-2) der Transports Régionaux Neuchâtelois, der wie bei der BLS in einem NPZ eingesetzt wird.

## Ausrangierung
Die Zwischenwagen werden gleichzeitig wie die Triebwagen und die Steuerwagen ausrangiert. Deshalb sind die Wagen 50 85 22-35 606, 608, 617 und 623 am 25. Mai 2023 nach Kaiseraugst zum Abbruch überführt worden. Der Wagen 629 wurde von der OeBB übernommen und wird als Reservefahrzeug eingesetzt. Am 1. März 2024 wurden die Wagen 603, 613 und 615 nach Kaiseraugst zur Verschrottung überführt.